# NBA Live 2001
NBA Live 2001 är det fjärde spelet i NBA Live-serien. Spelomslaget pryds av Kevin Garnett, som då spelade för Minnesota Timberwolves.  Spelet utvecklades av EA Sports, och släpptes år 2000.

## Musik
- Bootsy Collins - Do the Freak
- Bootsy Collins (feat Brixx) - Off the Hook
- Choclair - Let's Ride
- Montell Jordan – Unstoppable

### Fotnoter
1. ↑  ”Best NBA Live Collection” (på engelska). Brothersoft. Arkiverad från originalet den 20 maj 2014. https://web.archive.org/web/20140520220244/http://www.brothersoft.com/topics/games/a-retrospective-of-nba-live-series.html. Läst 20 maj 2014.